# Cmentarz Radotínski
Cmentarz Radotínski (czes. Radotínský hřbitov) – cmentarz położony w stolicy Czech w dzielnicy Praga 5 (Radotín) przy ulicy Nad Berounkou.

## Historia
Cmentarz powstał w miejsce zlikwidowanego cmentarza przy kościele śś. Piotra i Pawła i został konsekrowany 6 czerwca 1881. Kościół i cmentarz łączy 120-metrowa ścieżka wiodąca brzegiem rzeki Berounki, starsza część znajduje się w górę rzeki, nowa poświęcona w 1929 znajduje się na południowy wschód od niej. W nowej części pierwsze pochówki miały miejsce w 1936, w 1940 część tę powiększono. W latach 60. XX wieku wybudowano kolumbaria, mimo to dwadzieścia lat później miejsca grzebalne zostały wyczerpane i podjęto wówczas decyzję o założeniu dwóch nowych cmentarzy tj. urnowy przy Otínskiej i dla pochówków tradycyjnych Na Pískách.